# D19E diesel
Les CC série D19E figurent parmi les locomotives diesel les plus récentes des Duong sât Viêt Nam, les chemins de fer vietnamiens.

## Conception
Appartenant au type CKD7F du constructeur, ces machines sont équipées d'un moteur américain à injection électronique. L'intérieur de la caisse est divisé en trois compartiments, en plus des deux cabines de conduite. Les accumulateurs sont installés de part et d'autre des réservoirs, placés au centre. Les moteurs sont suspendus par le nez et ces machines sont équipées du système de freins JZ 7. Elles sont également munies d'une commande assistée par ordinateur et d'un système de répétition des signaux en cabine.

## Service
La première tranche de 10 unités est livrée aux DSVN à Lao Kay le 20 janvier 2002. Le dernier lot de 10 arrive le 28 décembre de la même année.
Ces machines sont affectées au trafic mixte sur la ligne principale Hanoï-Saïgon.
Fiables et économiques en carburant, elles justifient la commande d'une seconde tranche de 20 unités supplémentaires le 18 mars 2004.
Une commande complémentaire pour un autre lot de 20 unités est encore passée en 2006. Si le modèle reste le même, ces machines seront désormais construites localement par les ateliers de Gia Lam avec l'aide de la Yong Ji electro mecanic. Les deux premières unités sont livrées le 22 février 2007. Trois autres D19E 943 à 945, sont livrées le 6 avril 2007. 